# Fieldiana, Botany
Fieldiana, Botany (abreviado Fieldiana, Bot.) es una revista ilustrada con descripciones botánicas qu es editada por el Museo Field de Historia Natural. Comenzó su publicación en el año 1946, fue precedido por Publications of the Field Museum of Natural History. Botanical series.

## Publicaciones
- Volúmenes n.º 24–41, 1946–78;
- n.s., vol. 1+, 1979+